# Bulbophyllum ankylochele
Bulbophyllum ankylochele là một loài phong lan thuộc chi Bulbophyllum.